# 스베르방크
스베르방크(러시아어: Сбербанк России, 영어: PJSC Sberbank, Sberbank of Russia)는 러시아 국영 은행으로서, 러시아 최대 은행이다.

## 역사
1841년에 러시아 최초의 국영은행으로 설립되었다.

## 조선민주주의인민공화국
2004년 대성은행은 러시아 국영 스베르방크와 외화 입출금 '협력계좌'를 개설했다. 조선민주주의인민공화국이 2007년 방코델타아시아(BDA)에 동결됐던 자금을 회수할 때 전면에 나섰던 것도 바로 대성은행이다.
2005년 9월 미국은 마카오 방코델타아시아의 조선민주주의인민공화국 계좌를 동결했다. 미국의 금융제재 이후 해외 송금계좌 물색에 어려움을 겪는 북한에게, 러시아는 스베르방크를 통한 거래를 허용했다. 방코델타아시아 조선민주주의인민공화국 계좌 동결 직후, 조선민주주의인민공화국은 러시아의 스베르방크, 베트남의 비엣콤뱅크, 몽골 골룸투 은행에 북한 계좌를 신설했다.